# Bisdom Poona
Het bisdom Poona (Latijn: Dioecesis Poonensis) is een rooms-katholiek bisdom met als zetel Pune (voorheen Poona), in India. Het bisdom is suffragaan aan het aartsbisdom Bombay. 

## Geschiedenis
Het bisdom werd opgericht op 8 maart 1854, als het apostolisch vicariaat Poona, uit delen van het apostolisch vicariaat Bombay. Op 1 september 1886 werd het verheven tot bisdom en was suffragaan aan het nieuw verheven aartsbisdom Bombay. 

## Parochies
Het bisdom had in 2021 een oppervlakte van 49.687 km2 en telde 25.306.920 inwoners waarvan 0,4% rooms-katholiek was.

## Ordinarii

### Apostolisch vicarissen
- Anastasius Hartmann (apostolisch administrator: 8 maart 1854 - juni 1858)
- Alexis Canoz (apostolisch administrator: 1858 - 18 december 1860)
- Waltar Steins Bisschop (apostolisch administrator: 10 oktober 1860 - 11 januari 1867)
- Johann Gabriel Léon Louis Meurin (apostolisch administrator: 27 maart 1867 - 1 september)

### Bisschoppen
- Bernhard Beiderlinden (22 december 1886 - 7 mei 1907)
- Heinrich Döring (7 september 1907 - 16 juni 1921, 14 juli 1927 - 15 januari 1948; aartsbisschop op persoonlijke titel sinds 1927)
  - Alban Goodier (apostolisch administrator: 1923 - 1926)
- Andrew Alexis D'Souza (12 mei 1949 - 12 juni 1967)
- William Zephyrine Gomes (12 juni 1967 - 1 december 1976)
- Valerian D'Souza (7 juli 1977 - 4 april 2009)
- Thomas Dabre (4 april 2009 - 25 maart 2023)
- John Rodrigues (25 maart 2023 - heden)

## Galerij van afbeeldingen

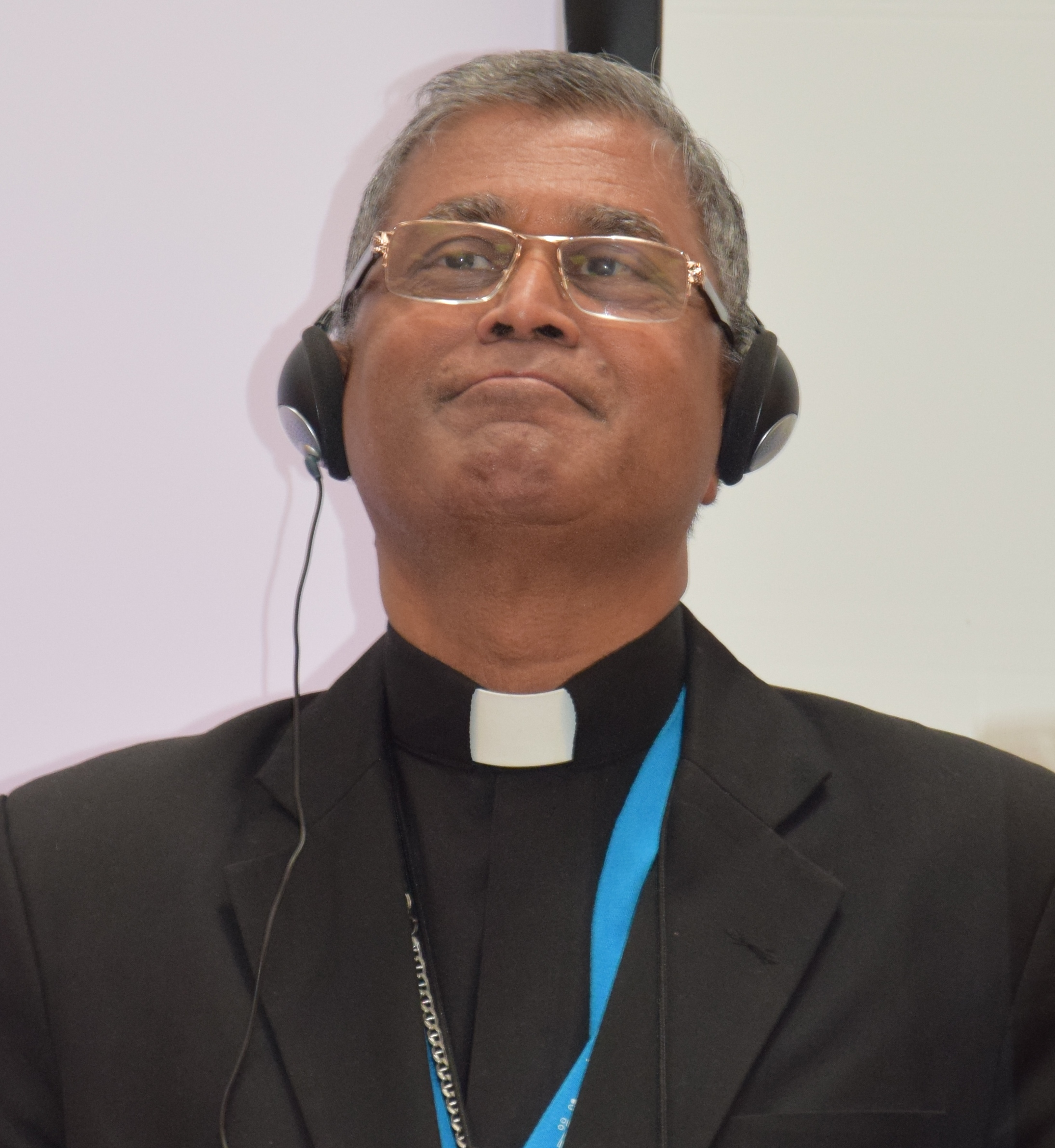
Bisschop Thomas Dabre (2009-2023)

Bombay (aartsbisdom) · Kalyan (Syro-Malabar) · Nashik · Poona · Vasai